# Konrad-Adenauer-Denkmal (Bonn)

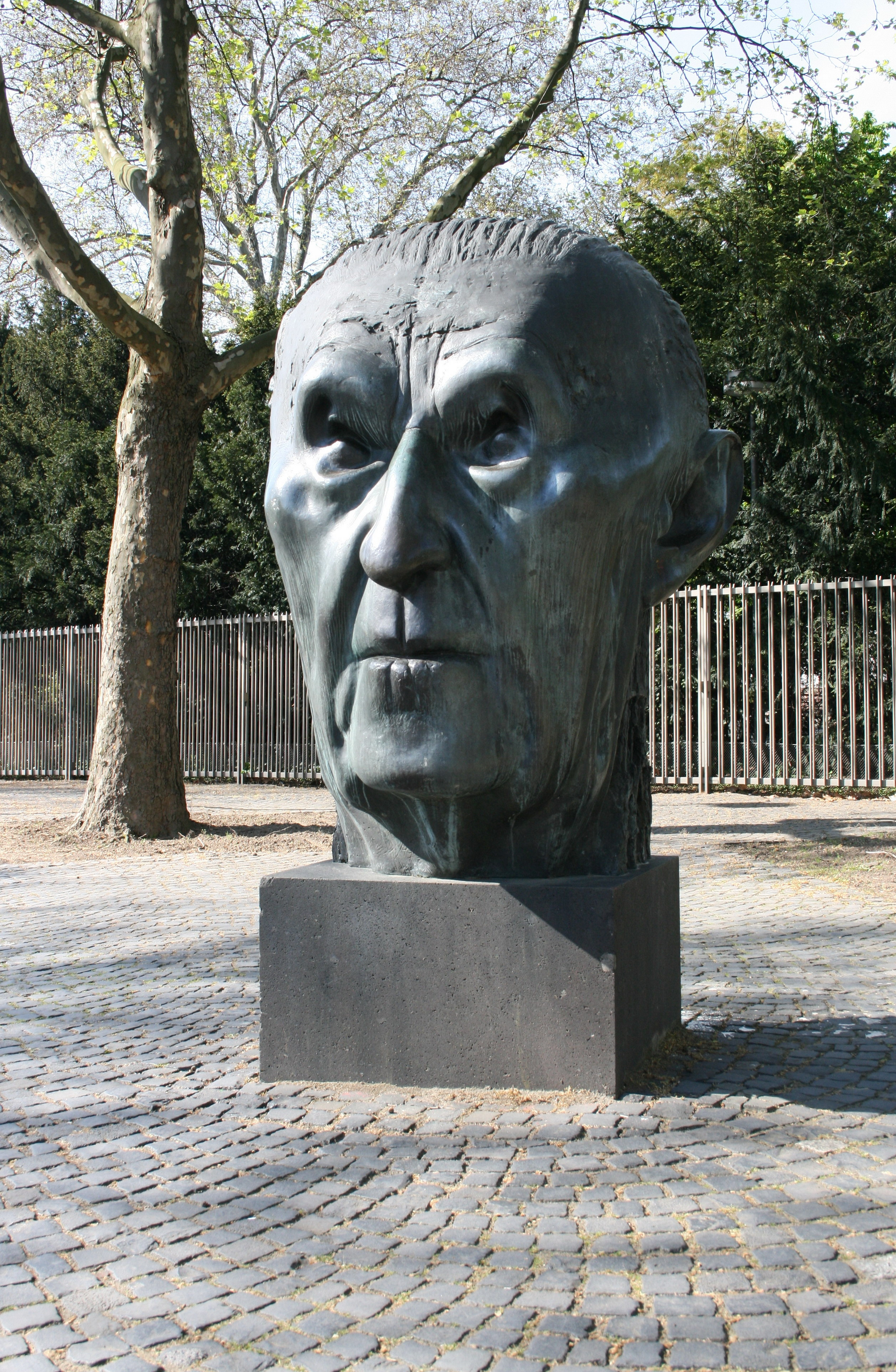
Konrad-Adenauer-Denkmal (2008)

Das Konrad-Adenauer-Denkmal in Bonn ist eine im Jahre 1981 geschaffene bronzene Kopfplastik des Künstlers Hubertus von Pilgrim zum Andenken an Konrad Adenauer auf dem Bundeskanzlerplatz.

## Beschreibung
Die Plastik wurde am 26. Mai 1982 in Anwesenheit des damaligen Bundespräsidenten Karl Carstens und Bundeskanzler Helmut Schmidt aufgestellt. Sie befindet sich vor dem ehemaligen Bundeskanzleramt auf dem Fußgängerweg der Adenauerallee in Bonn. Die Plastikvorderseite ist ein etwa zwei Meter hoher, Konrad Adenauer nachempfundener realistischer Kopf, der auf einem Sockel steht. Der Hinterkopf zeigt folgende reliefartige Bilder aus dem Leben Konrad Adenauers:
- Kreuz für seine christliche Gesinnung
- Kölner Dom erinnert an seine Zeit als OB von Köln
- Preußische Adler erinnert an seine Zeit als Präsident des Preußischen Staatsrates
- Gebundene Hände stehen für die NS-Diktatur
- Kathedrale von Reims als Stätte der Aussöhnung mit Frankreich
- Rosenstock als Erinnerung an seine Lieblingsblumen und das Wiederaufblühen Deutschlands
- Redende Kanzler Nachkriegsdeutschlands
- Europa mit dem Stier
- Rhein und Siebengebirge für Wohnort und Heimatverbundenheit

Der Kopf soll die Beharrlichkeit, Intelligenz und Weitsicht dieses bedeutendsten Kanzlers der Bundesrepublik Deutschland symbolisieren. Es ist eines der häufigsten fotografierten Denkmäler von Bonn. Die Familie des Kanzlers erhob Einspruch gegen das Ansinnen, die Plastik vor seinem damaligen Wohnhaus in Rhöndorf aufzustellen. Die Plastik ist ein Geschenk des Bundes an die Stadt Bonn.